# Turó de l'Oró
El Turó de l'Oró és una muntanya de 575 metres que es troba entre els municipis d'Olesa de Bonesvalls i de Subirats, a la comarca de l'Alt Penedès.